# Ситнова, Антонина Николаевна
Антонина Николаевна Ситнова (1913 — 2001) — советский хозяйственный, государственный и политический деятель, Герой Социалистического Труда.

## Биография
Родилась в 1913 году в селе Рыболово. Член КПСС.
С 1931 года — на хозяйственной, общественной и политической работе. В 1931—1973 гг. — вступила в образованный будущим Героем Социалистического Труда Ажирковым колхоз «Борец», звеньевая полеводческой бригады колхоза «Борец» Бронницкого района Московской области, в 1947 году получила урожай ржи 30,46 центнера с гектара на площади 12 гектаров.
Указом Президиума Верховного Совета СССР от 19 февраля 1948 года присвоено звание Героя Социалистического Труда с вручением ордена Ленина и золотой медали «Серп и Молот».
Избиралась депутатом Верховного Совета РСФСР 6-го созыва.
Умерла в Раменском в 2001 году.